# بخش لیبرتی (شهرستان باتلر، اوهایو)
بخش لیبرتی (به انگلیسی: Liberty Township) یک منطقهٔ مسکونی در ایالات متحده آمریکا است که در شهرستان باتلر، اوهایو واقع شده‌است.
 بخش لیبرتی ۷۵٫۸ کیلومتر مربع مساحت و ۳۸,۲۴۸ نفر جمعیت دارد و ۲۲۹ متر بالاتر از سطح دریا واقع شده‌است.